# Jakushitsu Genkō

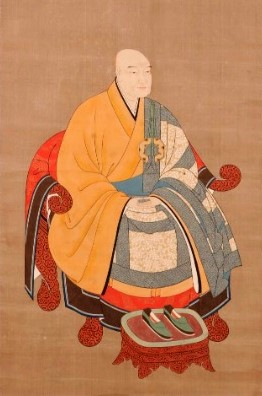
Jakushitsu Genkō, Nachbildung

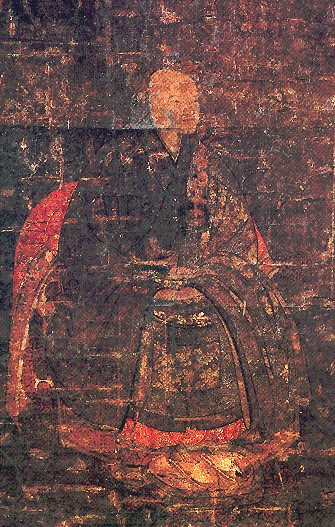
Jakushitsu Genkō, Original

Jakushitsu Genkō (japanisch 寂室 元光; geboren 23. Juni 1290 in der Provinz Mimasaka; gestorben 25. September 1367 in der Provinz Ōmi) war ein japanischer Mönch der Rinzai-Richtung des Buddhismus während der „Zeit der Nord- und Südhöfe“ im 14. Jahrhundert.
.

## Leben und Wirken
Jakushitsu Genkō führte im Alltag den Namen „Herr Fujiwara“ (藤原氏). Er war auch unter den „Gō“ „Ennō Zenji“ (円応 禅師) oder „Shōtō Kokushi“ (正燈 国師) bekannt. Im Alter von 15 Jahren wurde er unter dem Priester Mui Shōgen (無為 昭元; 1245–1311) Priester im Tempel Sanshō-ji (三聖寺) in Kyōto. Später schloss er sich dem Zenkō-ji (禅興寺) in Kamakura an und bildete sich unter Yakuō Tokuken (約翁 徳倹; 1245–1320) weiter, einem bedeutenden Schüler des in Japan wirkenden chinesischen Geistlichen Lanxi Daolong (1213–1278). Er lebte eine Zeitlang zurückgezogen, um dem weltlichen Dienst zu entgehen, besuchte jedoch mit seinem Lehrer verschiedene Tempeln Japans. So war er im Kennin-ji, Kenchō-ji und im Nanzen-ji tätig. Wie Chūhō Minpon (中峰 明本; 1263–1323), Kurin Seimo (古林 清茂; 1262–1329), Seisetsu Shōchō (清拙 正澄; 1274–1339) und anderen besuchte er von 1920 bis 1326 China, wo er seinen Namen „Jakushitsu“ erhielt.
1361 wurde der Tempel Eigen-ji (永源寺) von Sasaki Ujiyori (1326–1370) aus der Provinz Ōmi (heute Präfektur Shiga) gegründet. Jakushitsu wirkte in dem Tempel und gründete dort den Eigenji-Zweig der Rinzai-Richtung. Der Tempel erfreute sich großer Beliebtheit und soll bis zu 2.000 Menschen angezogen haben. Im Jahr 1367 verstarb er im Alter von 78 Jahren. Es gibt zwei Bände von „Eigen Jakushitsu Oshŏ Goroku“ (永源寂室和尚語録) – „Eigene Worte des Priesters Jakushitsu“.